# Юта фон Спонхайм
Юта фон Спонхайм (на немски: Jutta von Sponheim; Jutta von Spanheim; Jutta vom Disibodenberg; * 1092 в Спонхайм; † 22 декември 1136 в Дизибоденберг, близо до Бад Кройцнах) от род Спонхайми е абатиса (magistra) на бенедиктинския манастир Дизибоденберг. Тя е Блаженна и се чества на 22 декември.
Тя е дъщеря на Стефан II фон Спонхайм († 1096), граф на Спонхайм и съпругата му София фон Формбах († сл. 1088). Сестра е на граф Мегинхард фон Спонхайм († 1136/45) и на Хуго фон Спонхайм († 1137), архиепископ на Кьолн (1137). Когато е на три години нейният баща умира и майка ѝ се грижи сама за възпитанието на децата.
Юта се разболява на дванадесет години тежко и оздравявява по чудо. Тя решава да посвети живота си на Бог. Тя отива при архиепископа на Майнц Рутхард (1098 – 1109) и против волята на фамилията си на 14 години слага булото. На 1 ноември 1112 г. на 20 години Юта отива в манастира при манастирската църква на Дизибоденберг, където се грижи за възпитанието на деца. Осемгодишната Хилдегард фон Бинген е поверена на нея. След смъртта на Юта през 1136 г. създадената от нея общност е поета от Хилдегард фон Бинген.
Според народната легенда, Юта фон Спонхайм преобразува вода във вино и често със сухи крака гази през река Глан.